# Rockstar Vancouver
Rockstar Vancouver Inc. (fostul Barking Dog Studios Ltd.) a fost un dezvoltator de jocuri video și un studio al Rockstar Games cu sediul în Vancouver. Studioul este cel mai bine cunoscut pentru dezvoltarea jocului Bully (2006).
Șase foști dezvoltatori ai Radical Entertainment—Glenn Barnes, Peter Grant, Michael Gyori, Christopher Mair, Brian Thalken și Sean Thompson—au fondat compania ca Barking Dog Studios în mai 1998. În primii săi ani, Barking Dog a asistat pe Relic Entertainment pentru scurt timp cu Homeworld (1999) înainte să se dea undă verde pentru dezvoltarea unui expansion pack, Homeworld: Cataclysm (2000). Studioul a dezvoltat actualizarea "Beta 5" a Counter-Strike (1999), Global Operations (2002) și Treasure Planet: Battle at Procyon (2002). Take-Two Interactive a achiziționat Barking Dog în august 2002 și l-a integrat în Rockstar Games ca Rockstar Vancouver. Studioul a dezvoltat apoi Bully și a fost unul dintre studiourile Rockstar Games conducând dezvoltarea Max Payne 3 (2012). În iulie 2012, Rockstar Games a fuzionat Rockstar Vancouver în Rockstar Toronto, cu cei 35 de angajați ai Rockstar Vancouver fiindu-le oferită opțiunea de relocare la Rockstar Toronto sau orice alt studio Rockstar Games.

## Jocuri dezvoltate

### Ca Barking Dog Studios
| An   | Titlu                              | Platform(e)                 | Editor(i)                            | Note                                   |
| ---- | ---------------------------------- | --------------------------- | ------------------------------------ | -------------------------------------- |
| 2000 | Homeworld: Cataclysm               | Windows                     | Sierra Studios                       |                                        |
| 2000 | Counter-Strike                     | Linux, macOS, Windows, Xbox | Sierra Studios                       | Dezvoltat actualizarea "Beta 5" (1999) |
| 2002 | Global Operations                  | Windows                     | Crave Entertainment, Electronic Arts |                                        |
| 2002 | Treasure Planet: Battle at Procyon | Windows                     | Disney Interactive                   |                                        |

### Ca Rockstar Vancouver
| An   | Titlu       | Platform(e)                                         | Editor(i)      | Note                                  |
| ---- | ----------- | --------------------------------------------------- | -------------- | ------------------------------------- |
| 2006 | Bully       | Android, iOS, PlayStation 2, Wii, Windows, Xbox 360 | Rockstar Games |                                       |
| 2012 | Max Payne 3 | macOS, PlayStation 3, Windows, Xbox 360             | Rockstar Games | Dezvoltat ca parte a Rockstar Studios |

### Anulate
- Spec Ops[1]